# Vrin (Fluss)
Der Vrin ist ein Fluss in Frankreich, der im Département Yonne in der Region Bourgogne-Franche-Comté verläuft. Er entspringt in der Landschaft Puisaye, aus dem Étang Neuf, im Gemeindegebiet von Parly, entwässert in einem Bogen von Nordwest über Nord nach Nordost und mündet nach rund 37 Kilometern im Gemeindegebiet von Cézy als linker Nebenfluss in die Yonne.

## Orte am Fluss
- Buisson-Saint-Vrain, Gemeinde Villiers-Saint-Benoît
- Sommecaise
- La Ferté-Loupière
- Sépeaux
- Précy-sur-Vrin
- Cézy